# Kari Cantell
Kari Juhani Cantell, född 23 augusti 1932 i Mäntyharju, är en finländsk läkare.
Cantell blev medicine och kirurgie doktor 1959. Han anställdes 1959 vid Statens seruminstitut (sedermera Folkhälsoinstitutet), blev 1962 chef för dess virologiska laboratorium och var 1991–1996 forskarprofessor där. Sedan 1981 är han ledamot av Finska Vetenskapsakademien.
Cantell har blivit internationellt känd för sina forskningar över interferon, som han i samarbete med Röda korsets Blodtjänst isolerade ur vita blodkroppar och som används vid behandling av vissa cancersjukdomar såsom hårcellsleukemi. Han har mottagit bland annat Äyräpääs och Fernströms nordiska pris samt Sveriges konungs medalj. Han har publicerat bland annat memoarverket Interferonin tarina (1993, översatt till engelska och japanska) och det religionskritiska verket Tiedemiehen mietteitä uskosta (1996).

### Uppslagsverk
- ”Cantell, Kari”. Biografiskt lexikon för Finland. Helsingfors: Svenska litteratursällskapet i Finland. 2008–2011. URN:NBN:fi:sls-5416-1416928958022
- Cantell, Kari i Uppslagsverket Finland (webbupplaga, 2012). CC-BY-SA 4.0